# Polní opevnění

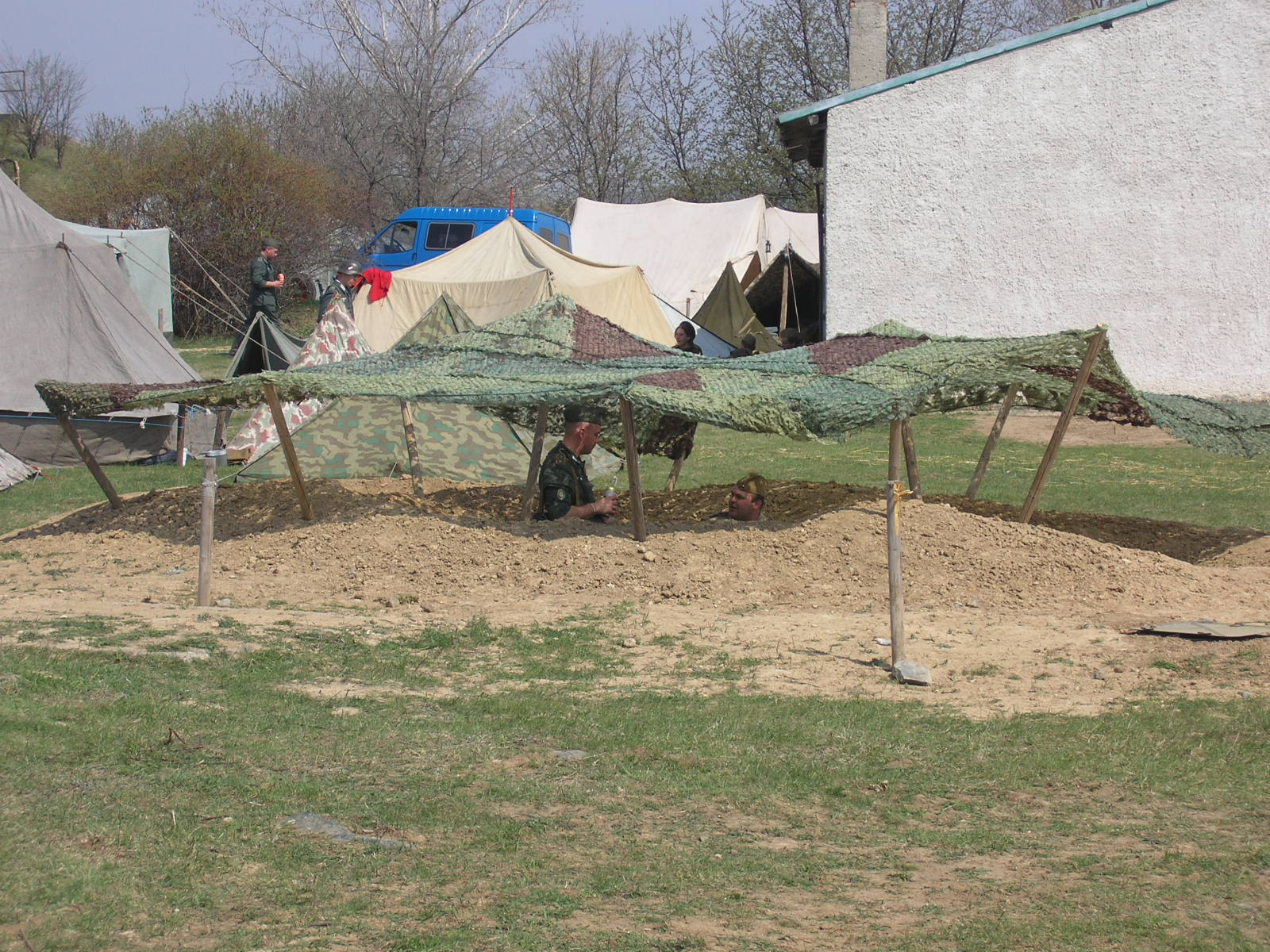
Ukázka polního opevnění, která byla k vidění při rekonstrukci bitvy u Ořechova. Často bývala ještě vybavena nějakou dělostřeleckou baterií či kulometným postavením

Polní opevnění je termín pro příležitostné či dočasné opevňování nějakého určitého prostoru s využitím většinou přírodní materiálů (zemina, dřevo, kámen apod.). Polní opevnění se provádí až v očekávané situaci nebo v průběhu. Budují se převážně k podpoře činnosti polního vojska.